# Macrochloria nitidiventris
Macrochloria nitidiventris är en tvåvingeart som först beskrevs av Macquart 1851.  Macrochloria nitidiventris ingår i släktet Macrochloria och familjen parasitflugor. Inga underarter finns listade i Catalogue of Life.